# Maniitsoq Airport
Maniitsoq Airport (Grönländska: Mittarfik Maniitsoq. Danska: Maniitsoq Lufthavn) är en flygplats i Grönland (Kungariket Danmark). Den ligger i den sydvästra delen av Grönland, 150 km norr om huvudstaden Nuuk. Maniitsoq Airport ligger 12 meter över havet. Den ligger på ön Maniitsoq.
Terrängen runt Maniitsoq Airport är platt åt sydost, men åt nordväst är den kuperad. Havet är nära Maniitsoq Airport åt sydost.  Närmaste större samhälle är Maniitsoq, 1,9 km öster om Maniitsoq Airport.